# Judo
Judo, dżudo (jap. 柔道 jūdō; „łagodna droga”) – sztuka walki stworzona w Japonii jako sport przez Jigorō Kanō (1860–1938) z jūjutsu. Judo zostało docenione jako metoda ćwiczeń fizycznych, treningu moralnego i samoobrony.

## Początki judo

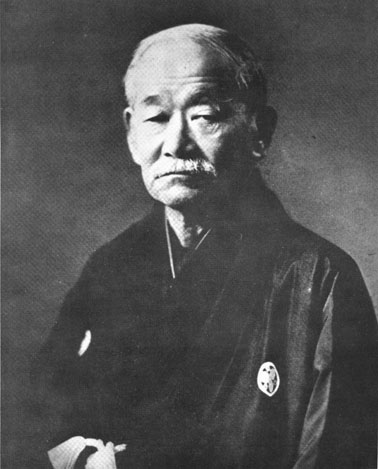
Mistrz Jigorō Kanō

Judo, którego twórcą jest Jigorō Kanō, wywodzi się od sztuki samoobrony o nazwie jū-jutsu, która ukształtowała się w okresie Edo (1603–1868). Umiejętność ta była wykorzystywana m.in. przy dokonywaniu aresztowań. Z kolei jū-jutsu wywodzi się od sechie-zumo, zapasów organizowanych w czasie przyjęć dworskich w okresach: Nara (710–794) i Heian (794–1185).
Chiński znak 柔 czytany tu po sinojapońsku "jū", a po chińsku "róu" pochodzi z fragmentu starożytnego, chińskiego traktatu wojskowego 黄石公三略, Huáng Shígōng Sān Lüè (ang. „Three Strategies of Huang Shigong”, lit. „Three Strategies of the Duke of Yellow Rock”), który stwierdza: „Miękkość dobrze kontroluje twardość”.
Jigorō Kanō urodził się w zamożnej rodzinie w wiosce Mikage (ob. dzielnica Kobe). Jego dziadek prowadził własną wytwórnię sake. Jednak jego ojciec – Jirōsaku Kanō (ur. jako Jirōsaku Mareshiba) – ze względu na to, że nie był najstarszym synem, nie przejął rodzinnego interesu. Zamiast tego został kapłanem shintō i jednocześnie urzędnikiem, przez co miał wystarczające możliwości, aby umieścić swojego syna na Uniwersytecie Tokijskim w 1877 roku.
Kanō, jako młodzieniec, nie był silny ani duży (w wieku 20 lat ważył nie więcej niż 45 kg), przez co często mu dokuczano. Za namową przyjaciela rodziny, Banseia Nakai (b. członka gwardii sioguna), zaczął trenować jū-jutsu. Jednak napotkał trudności ze znalezieniem odpowiedniego nauczyciela. Po znalezieniu odpowiedniej dla siebie szkoły – Tenjin Shin'yō-ryū – Jigorō rozpoczął systematyczny trening i w wieku 21 lat zdobył tytuł shihana (mistrza). Stał się asystentem instruktora, który jednak niedługo potem zachorował i zmarł. Kanō znalazł inną szkołę – Kito-ryū, w której większy nacisk kładziono na rzuty i randori, niż na układy formalne kata.

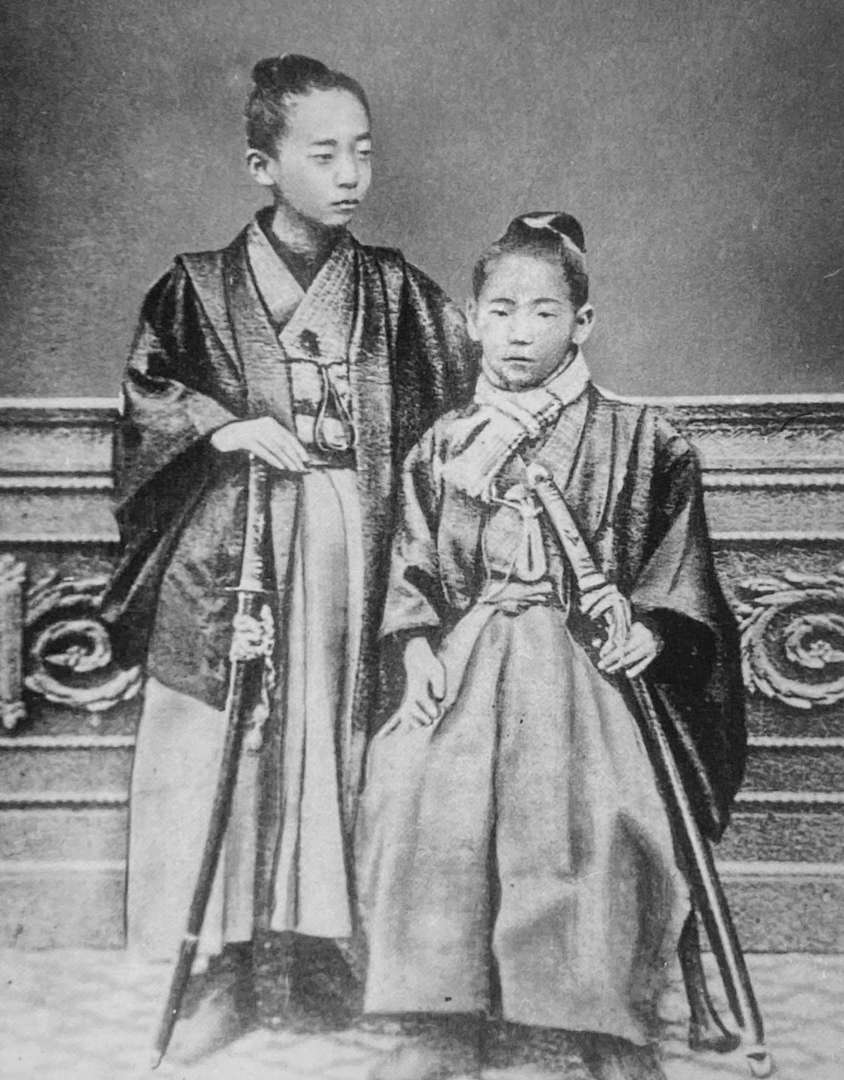
Jigorō Kanō w dzieciństwie (z prawej)

W międzyczasie Kanō zaczął opracowywać własne techniki i udoskonalać te już mu znane, co prowadziło do stopniowego przekształcania jū-jutsu w jūdō. Opracował m.in. takie techniki, jak: kata-guruma czy uki-goshi. W wieku 22 lat zaczął prowadzić własną szkołę walki w świątyni buddyjskiej Eishō-ji, która mieściła się w Higashi-Ueno, w tokijskiej dzielnicy Taitō-ku. Dwa lata później szkoła została przeniesiona w inne miejsce i nazwana Kōdōkan. Stała się pierwszą i zarazem największą szkołą judo na świecie.
Spośród pierwszych uczniów mistrza najbardziej znani są:
- Yoshitsugu (Yoshiaki) Yamashita – przyszły trener prezydenta Theodore’a Roosevelta;
- Tsunejirō Tomita – ojciec Tsuneo Tomity, autora powieści o judo pt. „Sugata Sanshirō” (Akira Kurosawa nakręcił w 1943 roku na jej podstawie swój pierwszy film fabularny Saga o dżudo, a w 1945 r. Saga o dżudo II, kolejne wersje stworzono w latach 1965 i 1977);
- Sakujirō Yokoyama – znany w swoich czasach jako „Diabeł Jokohamy”.

Drugim dojo w Japonii stał się dom Yajirō Shinagawy, oddany do dyspozycji Kanō w trakcie jego nieobecności w Japonii. Dojo to posiadało 40 mat do treningu. Jednak do 1889 r. liczba adeptów judo nie przekraczała nadal 100. W trakcie treningów Jigorō zasłynął jako bardzo wymagający trener. Preferował on techniki tachi-waza (stojąc) od ne-waza (parter) aczkolwiek jego uczniowie i asystenci trenowali również bardzo intensywnie ne-waza, aby być w stanie pokonać rywali z ju-jitsu.
Jigorō Kanō od 1885 roku (mając 25 lat) sprawował funkcję dyrektora elitarnej szkoły Gakushūin, kładąc podstawy nowoczesnej edukacji w Japonii. W 1892 roku wyjechał do Chin, podpisując z tamtejszym rządem umowę umożliwiającą naukę chińskim studentom w Japonii. Równolegle, aż do roku 1894 osobiście zarządzał sprawami szkoły judo, kiedy to założył Radę Kodokanu.
W 1891 roku Jigorō ożenił się z Sumako, najstarszą córką Seiseia (Shin'ichirō) Takezoe – ambasadora Japonii w Korei. Mieli dziewięcioro dzieci – sześć córek i trzech synów, w tym Riseia, który stał się głową Kodokanu i Japońskiej Federacji Judo.
We wrześniu 1889 roku Jigorō Kanō wyjechał na wielkie tournée po Europie w celu propagowania judo. W 1909 roku Kano stał się aktywnym członkiem Międzynarodowego Komitetu Olimpijskiego, a w 1912 roku pojechał jako gość na olimpiadę w Sztokholmie – pierwszą, w której uczestniczyła Japonia. Brał też udział w każdej następnej, aż do olimpiady w Berlinie w 1936 roku.
Przed wybuchem I wojny światowej szkoły judo zostały założone w Stanach Zjednoczonych, Wielkiej Brytanii, Francji, Kanadzie, Indiach, a także w Rosji, Chinach i Korei. W 1911 roku Rosjanin Oshichenikow odwiedził Kōdōkan i spędził tam sześć miesięcy, trenując i uzyskując stopień ni-dan. Do Rosji wrócił w 1917 roku i zaczął uczyć judo rosyjskie wojsko oraz tajną policję. Stał się również współzałożycielem rosyjskiego sportu – sambo – którego techniki opierają się w dużej mierze na judo. Ze względu na to, iż do Kodokanu uczęszczało wielu cudzoziemców – głównie żeglarzy i zamorskich kupców – dużo książek i artykułów napisano w różnych językach.
W 1935 roku Kanō dostał nagrodę dziennika Asahi Shimbun za wybitny wkład w rozwój sztuki, nauki i sportu. W 1938 roku wyjechał na spotkanie Międzynarodowego Komitetu Olimpijskiego w Kairze i udało mu się wypromować Tokio jako miejsce na olimpiadę w 1940 roku. W jej trakcie pierwszy raz miało zostać zaprezentowane judo, ale jeszcze nie jako sport olimpijski. W drodze powrotnej z tego spotkania, 4 maja 1938 r., Kanō zmarł na zapalenie płuc na pokładzie statku Hikawa Maru. Miał 78 lat.
Do 1952 roku judo trenowało ponad 6 mln ludzi w ponad 30 krajach na całym świecie.
W 1964 roku judo stało się dyscypliną olimpijską dla mężczyzn, a pod naciskiem amerykańskich kobiet, od 1988 także dla nich. Sport ten stał się jednym z najpopularniejszych sportów walki na świecie.

## Stopnie

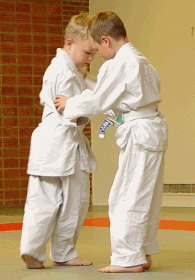
Dwaj chłopcy trenujący judo

W judo są stopnie uczniowskie – kyū i mistrzowskie – dan. Wcześniej nie istniały stopnie kyū w żadnej sztuce walki. System ten szybko rozpowszechnił się i został przejęty np. w karate.
Tradycyjnie judoką (jūdōka) nazywano osobę posiadającą stopień 4 kyū lub wyższy. Pozostałe osoby nazywano kenkyū-sei. Obecnie jednak tytułem judoki nazywa się każdego, kto trenuje ten sport. Analogicznie nazwa sensei była przypisana osobom o stopniu mistrzowskim 4 dan lub wyżej.

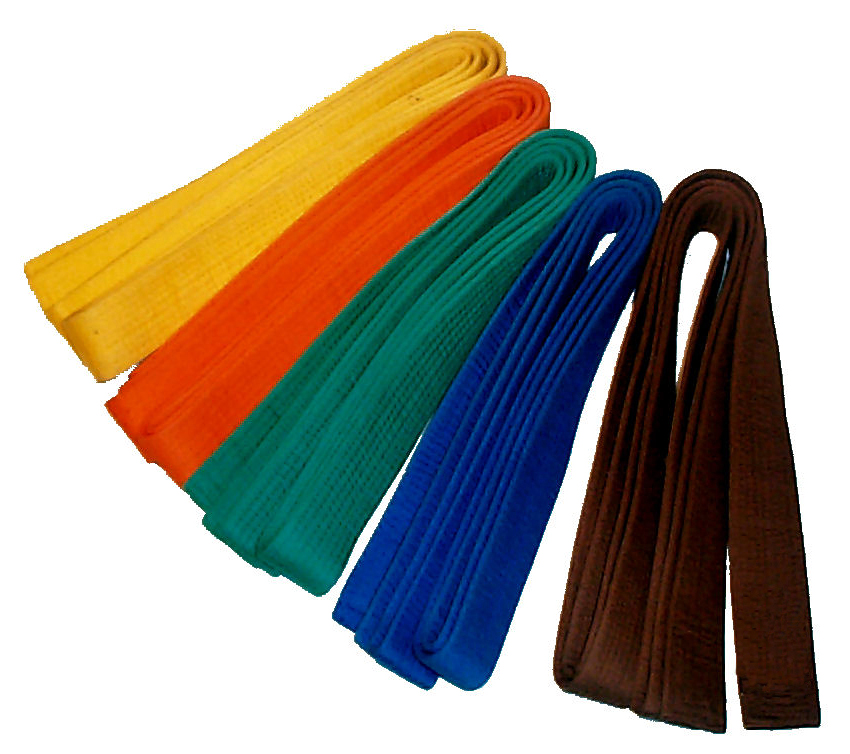
Pasy judo

Stopniom kyū odpowiadają poszczególne kolory pasa:
- 6 kyū, rokkyū – biały pas
- 5,5 kyū – biało-żółty pas
- 5 kyū, gokyū – żółty pas
- 4,5 kyū – żółto-pomarańczowy pas
- 4 kyū, yonkyū – pomarańczowy pas
- 3,5 kyū – pomarańczowo-zielony pas
- 3 kyū, sankyū – zielony pas
- 2 kyū, nikyū – niebieski pas
- 1 kyū, ikkyū – brązowy pas
- 1 dan, shodan – pas czarny
- 2 dan, nidan – pas czarny
- 3 dan, sandan – pas czarny
- 4 dan, yondan – pas czarny
- 5 dan, godan – pas czarny
- 6 dan, rokudan – biało-czerwony
- 7 dan, shichidan – biało-czerwony
- 8 dan, hachidan – biało-czerwony
- 9 dan, kyūdan – czerwony
- 10 dan, jūdan – czerwony[6]

Stopniom dan odpowiada czarny pas. Jednak od 6 dan można nosić pas biało-czerwony, a od 9 czerwony.
Awans na wyższy stopień odbywa się po zdanym egzaminie. Najpierw zdaje się na biały pas, a następnie na kolejne. Egzamin sprawdza, czy judoka opanował techniki wymagane na stopień. Przy egzaminach na stopnie powyżej 3 kyū pod uwagę mogą być brane również wyniki sportowe. Stopnie od 7 dana mają charakter honorowy. Stopnie 7 i 8 dan są przyznawane przez kontynentalne federacje (np. Europejska Federacja Judo – EJF) na wniosek krajowych związków, natomiast stopnie 9 i 10 przyznaje Międzynarodowa Federacja Judo (IJF) na wniosek federacji kontynentalnych. Na przykład do tej pory zaszczytu przyznania 10 dan dostąpiło tylko trzech Europejczyków: Charles Palmer, Anton Geesink i George Kerr.

## Strój
Judoka (jūdōka – osoba praktykująca judo) nosi strój zwany jūdōgi. Składa się on ze spodni (zubon), twardej góry stroju (uwagi) i pasa (obi). Wcześniej nie było takiego stroju w żadnej sztuce walki. Strój ten znany oryginalnie jako keikogi (jap. ubranie do ćwiczeń) został opracowany w Kōdōkanie, a następnie przejęty przez inne szkoły sztuk walki. Judoga może być biała lub niebieska, dla rozróżnienia zawodników. Pierwszy wyczytany do walki zawodnik wchodzi na tatami z prawej strony sędziego ubrany na biało. W Japonii nadal walczy się tradycyjnie, co oznacza, że obaj zawodnicy posiadają biały strój, a jeden z nich przewiązuje się czerwoną opaską, co nawiązuje do kolorów flagi Japonii.
Judogi jest zrobione z bawełny. Jest gruba i bardzo wytrzymała, aby duże siły działające na nią w trakcie rzutów i duszeń nie rozerwały jej. Nie ogranicza ona przy tym w żaden sposób ruchów. Ogólnie można stroje do judo podzielić na dwie kategorie: pojedynczo i podwójnie tkane. Pojedynczo tkane (ang. single-weave) są lżejsze i cieńsze, a ich gramatura zawiera się w zakresie 300–550 g/m². Są one mniej wytrzymałe, lecz mniej grzeją. Stroje podwójnie tkane mają gramaturę w zakresie 650–1050 g/m². Mają one tę cechę, że trudniej za nie chwycić, co jest oczywistą zaletą na zawodach. Wymiary stroju są ściśle sprecyzowane, np. nogawka nie może kończyć się wyżej niż 5 cm nad kostką. Za niespełnienie tych wymogów zawodnika może czekać dyskwalifikacja z całych zawodów.

## Techniki

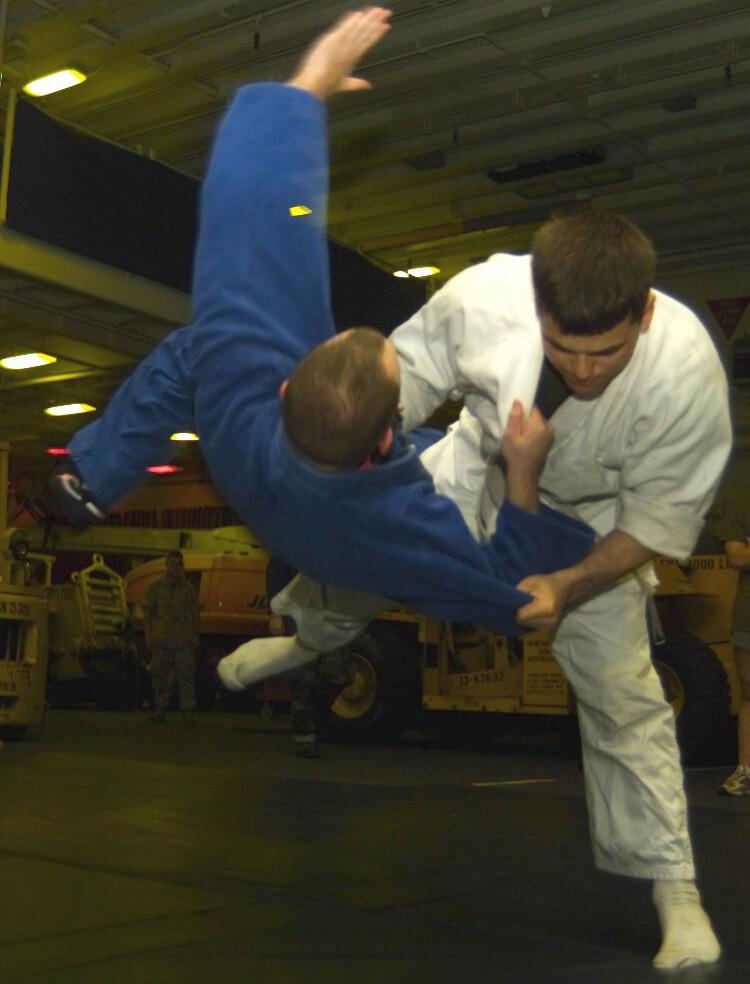
Jedno z podcięć w judo

Techniki judo podzielić można na trzy zasadnicze grupy: rzuty (nage-waza), chwyty (katame-waza) oraz uderzenia (atemi-waza). Z tym, że w judo sportowym nauczane są tylko dwie pierwsze grupy.
1. NAGE-WAZA – technika rzutów stosowana wówczas, gdy przeciwnik traci równowagę lub jest z niej wytrącony. Rzut wykonywany jest przeważnie przez zastawienie drogi (po której dąży przeciwnik aby uzyskać równowagę) nogą, biodrami, stopą itd. tak, aby przez dalsze wychylenie rękami doprowadzić go do upadku na plecy. W grupie tej występują również kontrataki oraz połączenia dwu- lub więcej pojedynczych rzutów – tzw. kombinacje. Przejścia do drugiej dużej grupy elementów techniki – sprowadzenia do walki w parterze (hikomi-no-kata) – to specyficzny, odrębny dział techniki.
2. KATAME-WAZA – dosłownie: technika obezwładnień – dzieli się na trzy podgrupy: trzymania (osae-komi-waza), dźwignie (kansetsu-waza) i duszenia (shime-waza). Trzymania polegają na utrzymaniu przeciwnika na plecach na macie tak, aby można było całkowicie kontrolować jego ruchy. Za utrzymanie przeciwnika w ten sposób przez 20 sekund otrzymuje się punkt (ippon) i wygrywa walkę. Dźwignie – w walce sportowej dozwolone jest stosowanie dźwigni (tj. wyłamywania i wykręcania) jedynie na staw łokciowy. Doprowadzenie do sytuacji, która w samoobronie pozwoliłaby na unieszkodliwienie przeciwnika, daje wygraną w walce sportowej. Duszenia to nacisk krawędzią przedramienia lub kołnierzem jūdōgi na krtań lub tętnicę szyjną.
3. ATEMI-WAZA – techniki uderzeń i kopnięć. Rzadko nauczane, gdyż europejski związek judo nie uznaje tej grupy. Uczone tylko w judo tradycyjnym, judo sportowe skupia się tylko na NAGE-WAZA i KATAME-WAZA. Również wykorzystywane w jiu-jitsu.

Rzuty dzielimy ze względu na to, która część ciała jest odpowiedzialna za rzut:
- Te-waza – rzuty ręczne,
- Koshi-waza – rzuty biodrowe,
- Ashi-waza – techniki nożne,
- Yoku-sutemi-waza – rzuty poświęcenia, kiedy my sami upadamy, pociągając za sobą uke,
- Ma-sutemi-waza – rzuty poświęcenia, kiedy my sami upadamy na plecy.

Katame-waza dzieli się na:
- Osaekomi-waza – techniki trzymań,
- Shime-waza – techniki duszeń,
- Kansetsu-waza – techniki dźwigni.

Atemi-waza dzieli się na dwie grupy:
- A. Ashi-ate-waza to technika uderzeń nogami. Zalicza się do nich uderzenia następującymi elementami nogi:
  - Hiza-gashira-ate-waza – uderzenia wykonane kolanem,
  - Sekito-ate-waza – uderzenia wykonane stopą,
  - Kakato-ate-waza – uderzenia wykonane piętą.
- B. Ude-ate-waza to technika uderzeń rękoma. Zalicza się do nich uderzenia następującymi elementami ręki:
  - Yubisaki-ate-waza – uderzenia wykonane czubkami palców,
  - Tegatana-ate-waza – uderzenie wykonane kantem dłoni,
  - Kubushi-ate-waza – uderzenie wykonane pięścią,
  - Hiji-ate-waza – uderzenie wykonane łokciem.

Przy każdych technikach istnieją kontrataki, a przy rzutach kombinacje z nimi.
W judo dźwignie zakłada się tylko i wyłącznie na staw łokciowy.
Duszenia w judo są bardzo skuteczne i mogą doprowadzić do utraty przytomności podczas walki. Techniki tego rodzaju odcinają dopływ powietrza do płuc lub dopływ krwi do mózgu poprzez nacisk na tętnicę szyjną. Duszenia można wykonywać rękoma lub kołnierzem przeciwnika. Dopuszcza się również duszenia nogami, ale z pewnymi ograniczeniami, ponieważ nogi są wielokrotnie silniejsze od rąk.
Duszenia i dźwignie mogą być zakładane tak samo w pozycji stojącej, jak i w parterze, aczkolwiek dużo bezpieczniej jest stosować je w parterze.
Techniki należące do kanonu nauczania judo aczkolwiek zabronione w judo sportowym to: kani-basami, daki-age, kawazu-gake, dō-jime oraz ashi-garami.

## Trening

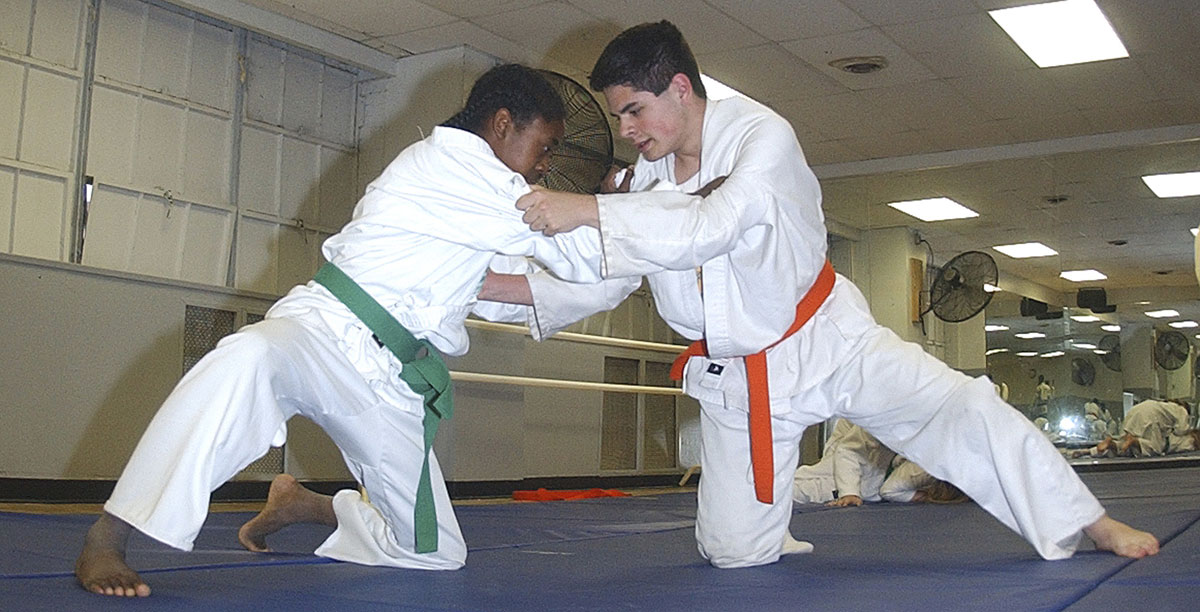
Randori w parterze

Trening judo opiera się na trenowaniu padów, rzutów, dźwigni i duszeń oraz na randori (sparingu). Walki treningowe, prowadzone w parterze (ne-waza) albo stójce (tachi-waza), nazywają się randori. Walki na zawodach nazywa się shiai. Trening judo charakteryzuje się, zresztą jak większość japońskich sztuk walki, ceremonialnością. Trening zaczyna i kończy ceremonialny ukłon zwany rei. W ramach treningu trenuje się również układy kata – są to z góry zaaranżowane ataki i odpowiedzi na nie. Służą one do demonstrowania technik, dopracowania ruchów, a także do zachowania pewnych technik których już się nie stosuje w walkach sportowych.
Walki odbywają się na tatami (matach) w sali nazywanej dojo. Maty są miękkie, aby złagodzić upadek ćwiczącego i nie narazić go na poważniejsze uszkodzenia ciała.
Trening judo rozwija siłę oraz wyrabia formę i zmysł równowagi. Uczy strategii walki oraz walki w bezpośrednim kontakcie ze stawiającym opór przeciwnikiem.

## Zasady judo
Walki odbywają się w kategoriach wagowych, różnych dla mężczyzn i dla kobiet. Walka trwa 4 minuty (w przypadku młodzików – 3 minuty) i odbywa się na macie o wymiarach od 8x8 do 10x10 metrów. Zwycięża ten zawodnik, który rzuci przeciwnika na plecy, utrzyma go leżącego na macie przez 20 sekund lub założy dźwignię bądź duszenie w sposób, który doprowadzi przeciwnika do poddania się (w każdym przypadku uzyskując ippon i kończąc walkę przed upływem regulaminowego czasu).
Możliwe jest uzyskanie tzw. "małych punktów", które nie prowadzą do zakończenia walki przed czasem, lecz po jego upływie wskazują na zwycięzcę. Są to:
- waza-ari – 7 pkt za zwycięstwo (na tablicy podczas walki każde waza-ari  oznaczane jest jako 10 pkt, natomiast uzyskanie dwóch waza-ari, na tablicy 20 pkt, jest równoznaczne z uzyskaniem ippon i zakończeniem walki);
- ippon – 10 pkt za zwycięstwo (na tablicy oznaczane jako 100 pkt i kończy walkę).

Przy czym każdy z punktów ma wyższą wagę niż dowolna liczba zdobytych punktów o mniejszej wartości (np. zawodnik, który w walce zdobył jedno waza-ari, wygrywa z zawodnikiem, który zdobył jakąkolwiek liczbę punktów yūkō). W przypadku braku "małych punktów" za akcję lub przy remisie punktów, walkę wygrywa zawodnik ukarany mniejszą liczbą kar shidō, Natomiast w przypadku, gdy obaj zawodnicy otrzymają taką samą punktację, odbywa się walka o tzw. "złoty punkt". Zawodnicy walczą, aż któryś z nich jako pierwszy wykona punktowaną akcję albo przeciwnik zostanie ukarany karą shidō.
Zawodnicy otrzymują kary, które wymierzane są za m.in. unikanie walki, czyli pasywność (brak próby wykonania akcji przez 30 sekund), jednostronny uchwyt, blokowanie uchwytu, zrywanie uchwytu dwiema rękami, celowe wyjście za matę, pozorowane ataki itp.
W trakcie walki zabrania się:
- uderzania i kopania,
- dotykania twarzy przeciwnika,
- atakowania innych stawów niż łokciowy i barkowy,
- utrzymywania mocno defensywnej pozycji,
- technik zwanych kawazu-gake (kani-basami) i kane-sute,
- noszenia jakichkolwiek metalowych elementów (np. biżuterii) – karą jest dyskwalifikacja,
- "fałszywych" ataków, np. upadanie na kolana bez wykonywania rzutu typu seoi-nage,
- ściąganie przeciwnika do parteru siłą (wieszanie się itp.),
- utrzymywanie innego chwytu za strój niż podstawowy przez więcej niż 3 do 5 sekund bez ataku,
- trzymania za rękaw mając palce wewnątrz rękawa przeciwnika, tzw. "uchwyt pistoletowy",
- chwytania za nogę.

W przypadku trzymania przeciwnika (osaekomi-waza) otrzymuje się punkty za czas trwania trzymania:
- Ippon: 20 sek.,
- Waza-ari: 10 sek. i dłużej, ale mniej niż 20 sek.,

Kary dla zawodników (shidō):
- 1 shidō – oznaczana jako jedna kara na tablicy,
- 2 shidō – oznaczana jako druga kara na tablicy,
- 3 shidō – hansoku-make czyli dyskwalifikacja ukaranego w tej walce[8].

Do końca roku 2012 drugie shidō i kolejne shidō przynosiły punkty przeciwnikowi karanego zawodnika.
W przypadku gdy po upływie czasu żaden zawodnik nie uzyskał jednoznacznej przewagi w punktach za akcje bądź w karach przeciwnika, odbywa się walka o "złoty punkt", czyli golden score bez limitu czasu, tj. aż do uzyskania przewagi w punktach bądź w karach przeciwnika.
Sędzia może przerwać walkę, dając komendę "matte" (stop, czekaj). Kończy ją natomiast komendą "sore made" (koniec, czas się skończył). Zawodnik może się poddać, klepiąc w matę bądź w dobrze widoczną swoją część ciała lub przeciwnika, a także krzycząc słowo "maitta" (zostałem pokonany, poddaję się). Poddanie może być zasygnalizowane również "odklepaniem" nogą, kiedy ręce związane są przez uchwyt przeciwnika.
Pewne grupy technik są zabronione poniżej pewnego wieku:
- poniżej 13 lat – zakaz duszeń i dźwigni.

Etykieta judo wymaga:
- ukłonu zawodników przed wejściem na matę,
- ukłonu zawodników przed i po walce,
- zabrania się jakiegokolwiek nieprzyzwoitego zachowania, jak przeklinanie czy pokazywanie obraźliwych gestów.

Od 2009 roku decyzją Komitetu Wykonawczego Międzynarodowej Federacji Judo (IJF) z późniejszymi zmianami wprowadzonymi w roku 2012 przepisy uległy następującym zmianom:
- nie ma punktów "kōka" "yūkō" – obowiązują tylko: "wazari", "ippon",
- nie dopuszcza się łapania w trakcie walki przeciwnika bezpośrednio za nogawkę spodni, a karą jest hansoku-make, czyli natychmiastowa przegrana,
- obecnie kary są odnotowywane na tablicy odrębnie od punktów za akcje i decydują o zwycięstwie tylko w przypadku braku punktów za akcje bądź remisie w punktach przyznanych za akcje,
- wszystkie akcje są ważne, kiedy rozpoczęły się na macie, a w przypadku akcji w parterze zniesiono wymóg, aby przynajmniej jeden z zawodników dotykał jakąkolwiek częścią ciała pole walki.

Wyciąg z wymagań odnośnie do stroju:
- tkanina: bawełna lub podobna,
- kolor: biały lub niebieski,
- jūdōgi powinny:
  - nakrywać uda,
  - rękawy sięgać do dłoni przy opuszczonych rękach,
  - lewa połowa powinna nachodzić na prawą na długości minimum 20 cm,
  - pomiędzy ręką a rękawem powinna być przestrzeń od 10 do 15 cm,
  - kołnierz musi mieć min. 1 cm grubości i 5 cm szerokości.
- spodnie:
  - długość: maksymalnie do kostek i minimalnie 5 cm nad nie,
  - wolna przestrzeń od nogi do nogawki – od 10 do 15 cm,
- szerokość pasa: 4–5 cm,
- kobiety muszą pod koszulą nosić biały T-shirt z krótkim rękawem.

Seniorskie kategorie wagowe:
| Mężczyźni | Mężczyźni | Mężczyźni | Mężczyźni | Mężczyźni | Mężczyźni | Mężczyźni      |
| --------- | --------- | --------- | --------- | --------- | --------- | -------------- |
| do 60 kg  | do 66 kg  | do 73 kg  | do 81 kg  | do 90 kg  | do 100 kg | powyżej 100 kg |
| Kobiety   |           |           |           |           |           |                |
| do 48 kg  | do 52 kg  | do 57 kg  | do 63 kg  | do 70 kg  | do 78 kg  | powyżej 78 kg  |

## Filozofia judo

Zapis kanji: jūdō

Filozofia judo stworzona przez prof. dr Kano opiera się głównie na kilku zasadach:
- czynić tak, aby było jak najbardziej efektywne współdziałanie ciała i umysłu;
- jū yoku gō wo seisu – "elastyczność dobrze kontroluje sztywność"; ustępować, aby zwyciężyć (inaczej: jeśli ktoś cię pcha, to go pociągnij; jeżeli cię ciągnie, to go pchnij);
- seiryoku-zen'yō – maksimum skuteczności przy minimum wysiłku; "dobre użycie własnej energii" nie oznacza użycia siły do zniszczenia czy zastraszenia oponenta, ale do uczynienia czegoś użytecznego w świecie[9];
- jita-kyōei – czynić dobro nawzajem, dla dobra ogółu; ufać sobie nawzajem i pomagać, tak wspólnie dążyć do pomyślności[10];
  - "Godne wykorzystanie ludzkich wysiłków" i "wzajemny dobrobyt" są podstawowymi zasadami aktywności społecznej[11]
- doskonalić samego siebie.